# Rudy Milstein
Pour les articles homonymes, voir Milstein.
Rudy Milstein est un comédien, auteur, metteur en scène, réalisateur et scénariste français,,.

## Filmographie

### Acteur
- 2010 : Empreintes criminelles (saison 1, épisode 2) : Vendeur de journaux
- 2015 : Lolo de Julie Delpy : Paco
- 2015 : Un peu, beaucoup, aveuglément de Clovis Cornillac : Igor
- 2017 : Embrasse-moi ! de Océan et Cyprien Vial : Aurélien
- 2020 : Les Cobayes de Emmanuel Poulain-Arnaud : Bruno
- 2021 : Section de recherches (saison 14, épisode 5) : Arnaud Mezzara
- 2023 : Je ne suis pas un héros de Rudy Milstein : Bruno
- 2025 : Avignon de Johann Dionnet : Marc

### Réalisateur
- 2019 : Mon combat
- 2023 : Je ne suis pas un héros

### Scénariste
- 2019 : Mon combat de Rudy Milstein
- 2022 : Le Grand restaurant : La guerre de l’étoile de Gérard Pullicino
- 2023 : Je ne suis pas un héros de Rudy Milstein

## Théâtre

### Auteur
- 2012 : Les Malheurs de Rudy
- 2018 : J'aime Valentine. Mais bon...
- 2024 : C'est pas facile d'être heureux quand on va mal

### Metteur en scène
- 2012 : Les Malheurs de Rudy de Rudy Milstein
- 2024 : C'est pas facile d'être heureux quand on va mal de Rudy Milstein, co-mise en scène Nicolas Lumbreras

### Comédien
- 2011 : Sketch collection, mise en scène Pierre Palmade, Théâtre de la Gaîté-Montparnasse
- 2012 : Les Frères de Rudy Milstein et Jean Gardeil, mise en scène Pierre Palmade, Théâtre Tristan Bernard
- 2012 : Les Malheurs de Rudy de Rudy Milstein, mise en scène Rudy Milstein, Point Virgule, Grand Point Virgule, Palais des glaces, Casino de Paris
- 2013 : Les Flics de Rudy Milstein, Johann Dionnet, Marie Lanchas et Nicolas Martinez, Comédie de Paris
- 2013 : L'Entreprise de Sarah Suco, Anne-Elisabeth Blateau, Alexis Cadrot, Guillaume Clerice et Julien Ratel), mise en scène Pierre Palmade, Théâtre Tristan Bernard
- 2014 : Femmes libérées de Noémie de Lattre, mise en scène Pierre Palmade, Théâtre Tristan Bernard
- 2015 : Mes parents sont des enfants comme les autres de Renaud Meyer, mise en scène Renaud Meyer, Théâtre Saint-Georges
- 2016 : Cousins comme cochons de Nicolas Lumbreras, mise en scène Nicolas Lumbreras, Théâtre du Splendid
- 2017 : C'est encore mieux l'après-midi de Ray Cooney, Théâtre Hébertot
- 2017 : La Nouvelle de Éric Assous, mise en scène Richard Berry, Théâtre de Paris
- 2018 : J'aime Valentine. Mais bon... de Rudy Milstein, mise en scène Mikaël Chirinian, Théâtre du Chêne Noir et Théâtre Lepic
- 2019 : Localement agîté de Arnaud Bedouet, mise en scène Hervé Icovic, Petit Théâtre de Paris
- 2020 : Oh maman ! de Stéphane Guérin, mise en scène Guillaume Sentou
- 2022 : Chers parents de Emmanuel Patron et Armelle Patron, mise en scène Armelle Patron et Anne Dupagne, Théâtre de Paris
- 2024 : C'est pas facile d'être heureux quand on va mal de Rudy Milstein, mise en scène Rudy Milstein et Nicolas Lumbreras, Théâtre Lepic

## Distinctions
- Molières 2024 : Molière de l'auteur et Molière du meilleur spectacle comique pour C'est pas facile d'être heureux quand on va mal de Rudy Milstein, mise en scène Rudy Milstein et Nicolas Lumbreras
- Prix SACD 2025 : Prix Nouveau Talent Théâtre